# Castanesa
Castanesa és un poble de la comarca aragonesa de la Ribagorça, a la província d'Osca. Pertany al municipi de Montanui. El 1999 hi vivien 39 persones.

## Geografia
És situat a la vall de Castanesa, a 1.502 msnm. Hi ha dos nuclis de població: La Vila de Dalt, el més gran i La Vila de Baix, cadascun amb la seva església.

## Història
Segons Agustín Ubieto Arteta, la primera cita del lloc és del 1015, en documents històrics del comtat de Ribagorça i en diferents formes com Castanesa, Castaneta i Chastanesa. El lloc tenia una jurisdicció compartida entre la diòcesi de la Seu d'Urgell i el monestir de Santa Maria i Sant Pere d'Alaó (Sopeira), per la qual cosa hi ha dues esglésies, una a cada barri.

## Monuments
Església de Sant Martí, dels segles XVI-XVIII. El 1015 els comtes de Pallars van reconèixer al monestir de Santa Maria i Sant Pere d'Alaó els drets sobre aquesta església. També hi ha l'església de la Verge de la Nova, del segle xii, d'estil romànic, amb elements llombards, encara que molt modificada.